# Chikuwabu

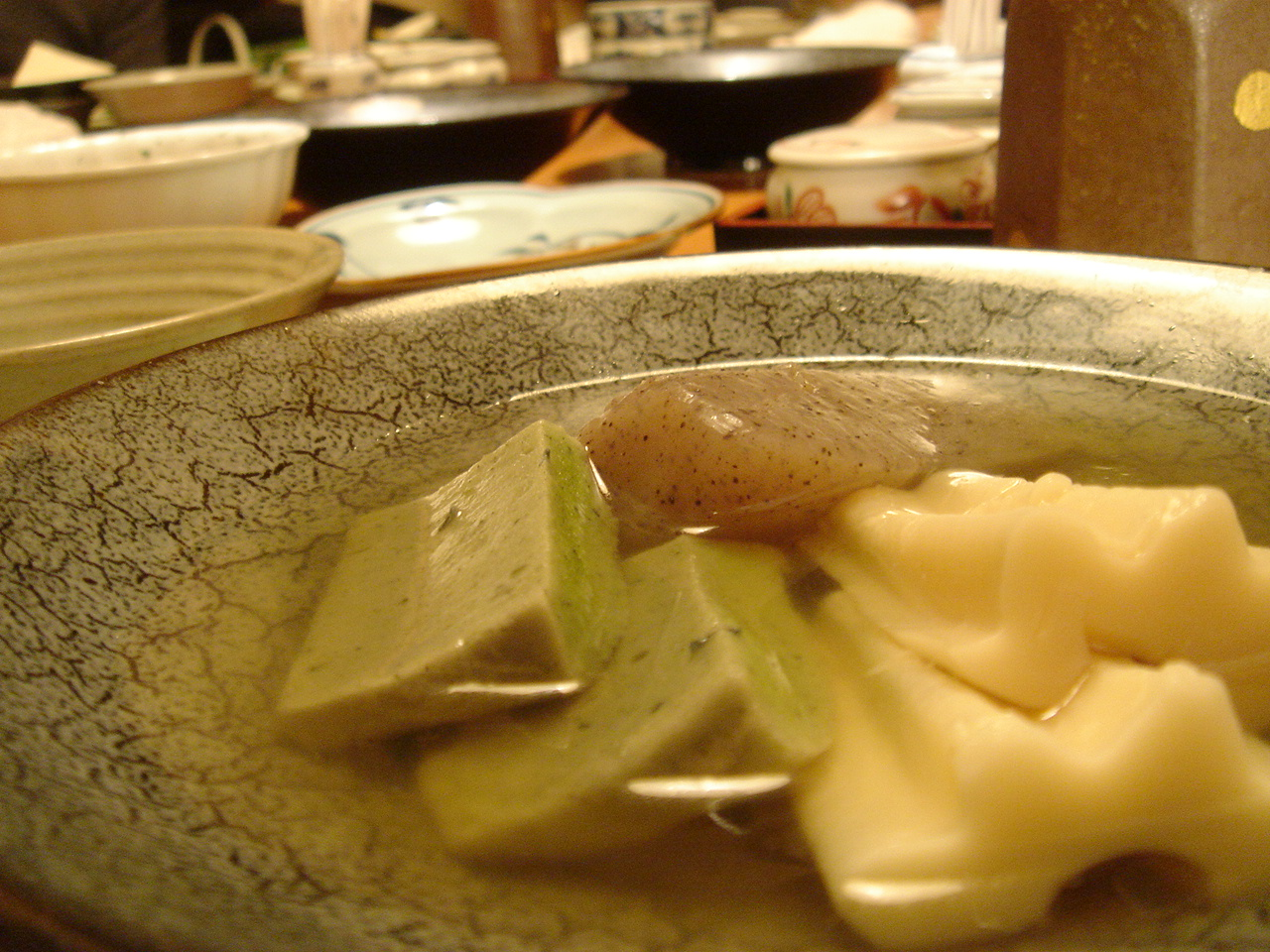
Un plato de oden con chikuwabu.

El Chikuwabu (ちくわぶ?) es una comida japonesa hecha a base trigo, frecuentemente utilizada como ingrediente para los platos de oden. Su proceso de creación es similar al del udon; la masa se crea amasando harina con sal y agua, mientras que su característica forma cilíndrica se moldea con un tubo hueco a la vez que se cocina al vapor. El chikuwabu es un ingrediente particularmente popular en Tokio, pero también puede encontrarse en supermercados de todo Japón y tiendas especializadas. A menudo es confundido con el chikuwa, un igrediente a base de pescado, debido a son similares tanto en forma y nombre, y son ingredientes comunes en el oden. Sin embargo, a diferencia del chikuwa, el chikuwabu rara vez se come como un aperitivo.